# オーバーナイト・サクセス
「オーバーナイト・サクセス」（Overnight Success）は、テリー・デサリオの2枚目のシングルおよび5枚目のアルバム。アルバムの名義は作詞者・作曲者・プロデューサーも含まれ「テリー・デザリオ、ジョーイ・カーボーンとリッチー・ズィトー」。

## 概要
- 作詞・作曲およびプロデュースは、ジョーイ・カーボーンとリッチー・ズィトー。
- ソニーのカセットテープであるソニー HF等や、ビデオテープであるベータマックス等のコマーシャルソングとして制作、発売され（「SONY Night Square」の各番組で必ず流れていた）、シングルは日本市場で28万枚の大ヒット（1985年オリコン総合シングル年間47位、オリコン洋楽シングルチャートで1984年11月26日付から11週連続1位[1]）。このシングルはオランダでも発売された。（EPIC - EPCA 12.5031）
- 2016年8月17日発売の東京パフォーマンスドールのシングル「純愛カオス」初回生産限定盤Aのカップリング曲として本曲をカバー・アレンジさせた「OVERNIGHT SUCCESS -Rearranged ver.-」が収録。

## 収録曲

### シングル
1. Overnight Success - Extended Dance Mix (6:26) (Side 1)

1. Overnight Success - Instrumental (3:32) (Side 2)
2. Just Loving You (4:00) (Side 2)

### アルバム
1. オーバーナイト・サクセス - Overnight Success (3:32)
2. 誘惑の海 - Ocean Of Love (4:07)
3. 愛のダンシング - Dance Of Love (4:45)
4. 夢をかなえて - All Of My Love (3:16)
5. レッツ・ダンス - Let's Dance (4:47)
6. ストレート・トゥ・ザ・ハート - Straight To The Heart (3:55)
7. リーチ・フォー・ザ・トップ - Reach For The Top (4:05)
8. ジャスト・ラヴィング・ユー - Just Loving You (4:07)

## 参加ミュージシャン
- テリー・デサリオ - ボーカル
- ジョーイ・カーボーン - シンセサイザー、ピアノ、パーカッション、コーラス
- リッチー・ズィトー - ギター、シンセサイザー、ベース